# 河内真
河内 真（こうち まこと、1973年4月27日 - ）は、RKC高知放送の男性アナウンサー。東京都府中市出身。

## 人物
法政大学第一高等学校（現・法政大学高等学校）、法政大学卒業。1996年RKCに入社。
全国中継では「こうち（高知）のこうち（河内）さん」と呼ばれることが多い。
なお、高知放送では2024年4月より、公式ホームページのアナウンサー紹介欄を「アナウンサー・キャスター」に変更。河内は引き続き同局に在籍しながら、報道部キャスターとして出演し、テレビ・ラジオ出演時は「高知放送（またはRKC）キャスター」として引き続き出演を続けている。

## 担当番組
- こうちeye - 月～火曜日メインキャスター[1]
- スポーツ中継

## 過去の担当番組
- おはようこうち（テレビ）
- ミュージックデリバリー（テレビ）
- どっきん!てれび（テレビ）
- 夜はこれからがんばらNIGHT!(ラジオ)
- おはようワイド水曜日（ラジオ）
- リラックスサンデー（ラジオ）
- 公園どおりのウィークエンド（テレビ）
- ズームイン!!SUPER高知担当キャスター
- RKCニュース（テレビ・ラジオ）